# 十八歲之狼
是一部1985年的美國奇幻喜劇電影，由洛·丹尼爾執導，傑夫·洛布和Matthew Weisman編劇。由米高·J·霍士飾演Scott Howard，一個高中生變成狼人時，發現他的家庭有不尋常的動物血統。

## 演員
- 米高·J·霍士 飾 Scott Howard
- 洛麗·格里芬（英语：Lorie Griffin） 飾 Pamela Wells
- 詹姆斯·漢普頓（英语：James Hampton (actor)） 飾 Harold Howard
- 蘇珊·烏西蒂（英语：Susan Ursitti） 飾 Lisa "Boof" Marconi
- Jerry Levine（英语：Jerry Levine） 飾 Rupert "Stiles" Stilinski
- 麥特·艾德勒（英语：Matt Adler） 飾 Lewis
- Jim McKrell（英语：Jim McKrell） 飾 副校長Rusty Thorne
- 馬克·阿諾德（英语：Mark Arnold (actor)） 飾 Mick McAllister
- 傑·塔西斯（英语：Jay Tarses） 飾 Coach Bobby Finstock
- 馬克·霍爾頓（英语：Mark Holton） 飾 Chubby

## 外部連結
- 互联网电影数据库（IMDb）上《Teen Wolf》的资料（英文）
- Box Office Mojo上《Teen Wolf》的資料（英文）
- 爛番茄上《Teen Wolf》的資料（英文）
- Metacritic上《Teen Wolf》的資料（英文）